# 구산항
구산항(邱山港)은 경상북도 울진군 기성면 구산리에 위치한 항구이다. 1991년 1월 1일 국가어항으로 지정되었다. 관리청은 해양수산부 동해어업관리단, 시설관리자는 울진군수이다.

## 어항 연혁
- 구민산 아래 근산포에 당나라 장군 구대림이 귀화해 살면서 구산으로 불렸다고 하고 지형이 거북꼬리 같다하여 구미라 했다고 한다. 그 후 1963년 행정구역 개편 때 기성면에 편입되면서 구산으로 개칭되었다.
- 울진군 기성면 구산리에 위치한 구산항은 1992년 기본시설에 대한 계획을 수립한 후 1993년 기본시설개발을 착수했으며, 1995년 항내매몰방지대책을 수립하고 2002년 해안침식방지대책을 수립했다.[1]

## 어항 구역
구산항의 어항구역은 다음과 같다.
- 수역: 북방파제 외측 시점에서 N45。E 방향140m점을 기점으로 하여 정동으로 350m 해상점과 이점에서 정남으로 1,200m 해상점으로부터 정서로 육지부를 연결하는 선내의 공유수면[2]
- 육역: 경상북도 울진군 기성면 구산리 101-11 외 4필지(상세내역은 생략)[3]

## 개발 계획
2007년 1월 29일 변경고시된 개발계획은 다음과 같다.
- 북방파제 649m, 남방파제 567m, 방사제 240m, 물양장 330m, 호안 45m, 선양장 30m, 익제 100m, 인공리프 300m, 준설 24.3천m3

## 주요 어종
구산항의 주요 어종은 오징어, 문어, 대게, 가자미 등이다.

## 여행 정보
- 구산 앞바다는 금빛 모래의 해수욕장과 더불어 소나무 숲이 우거져 있어 보는 것만으로도 아름다움에 매료되는 곳이다. 발 비비며 건져 올리는 백합을 잡는 재미도 쏠쏠하다. 구산마을은 인심이 좋고 숙박시설이 구비되어 있어 항상 손님 맞을 채비가 되어 있다. 특히 대게철(12월~4월)에는 관광객이 직접 대게경매체험을 할 수 있다.[5]
- 동해바다에서 조업하는 어선들을 보호하는 후포등대, 향암미술관이 있으며, 가까이 백암온천이 있어 해수욕과 함께 온천욕도 즐길 수 있다.

## 먹거리
- 대게탕

## 교통편
- 동해선 기성, 평해역

## 같이 보기
- 울진 대풍헌 - 대풍헌은 조선시대 구산포에서 울릉도로 가던 수토사들이 순풍을 기다리며 머물렀던 건물이다. 조선시대 울릉도를 관리하던 수토사들의 출발지라는 점에 큰 역사적 의의를 가진다.